# Pöllwitz
Pöllwitz ist seit dem 31. Dezember 2012 ein zum Ortsteil Arnsgrün-Bernsgrün-Pöllwitz der Stadt Zeulenroda-Triebes gehörender Ort im Landkreis Greiz in Thüringen. Vom 1. Juli 1999 bis zur Auflösung war es ein Ortsteil und Sitz der Gemeindeverwaltung der Gemeinde Vogtländisches Oberland.

## Lage
Pöllwitz liegt auf einer Höhe von 447 m über NN und besitzt einen Bahnhof an der Bahnstrecke Werdau–Weida–Mehltheuer, der jedoch seit dem 11. Dezember 2011 nicht mehr bedient wird. Sehenswert ist die historische Wehrkirche St. Nikolaus.

## Geschichte
Die erste urkundliche Erwähnung von Pöllwitz erschien in einem Ablassbrief vom 21. November 1340.
Der Ort wurde 1366 als „Pedilwitz“, 1449 als „Pedelwitz“ und 1533/34 neben den vorgenannten Formen auch mit „Bedelwitz“ schriftlich belegt.
Der Ort gehörte zunächst den Lobdeburger Grafen (Elsterberger Seitenlinie).
Im Zentrum der Ortslage befindet sich die (1598 erneuerte ?) Wehrkirche mit einem Wehrturm. Der Altarschrein mit Bildnissen der Gottesmutter Maria und der Heiligen Barbara haben die Reformation und die späteren Kriegsereignisse überstanden und zählen heute zum wertvollsten Besitz der Kirchgemeinde.
Mit den Wüstungen Wolfshain, Lichtenbach, Reibolzgrün und Ritzmannsgrün gelangte Pöllwitz 1485 an die Herrschaft Greiz und 1564 an die Herrschaft Reuß-Obergreiz, 1625 direkt Obergreiz unterstellt, 1694 wurde daraus die Grafschaft Obergreiz. Der Ort wurde nun in Altpöllwitz und die am südlichen Ufer des Pöllwitzer Teiches entstandene Ausbausiedlung Neupöllwitz mit dem Forstamt aufgeteilt, wobei der wesentlich größere Altpöllwitzer Ortsteil ab 1778 dem Fürstenhaus Reuß ältere Linie zugehörte und nach der Fürstenabdankung 1918 vom Landratsamt Greiz verwaltet wurde.
Der neben der Forstverwaltung aus etwa zehn Häusern (überwiegend von Waldarbeitern bewohnt) bestehende Ortsteil Neupöllwitz geriet 1849 zum Staatsgebiet des Fürstentums Reuß Jüngere Linie und wurde dem Landratsamt Gera unterstellt. Der Ort wurde 1919 an den Landkreis Greiz abgegeben, von 1952 bis 1994 gehörte der Ortsteil zu Zeulenroda, ab 1994 wieder zu Greiz.
Am Westrand der Ortslage Altpöllnitz bestand vermutlich schon seit den Anfängen des Ortes die Pöllwitzmühle. 1540 wurde der erste namentlich genannte Müller datiert. Im 19. Jahrhundert wurde neben der Mühle eine Ziegelei gebaut, bei der nach 1920 eine kleine Porzellanfabrik errichtet wurde.
Statistische Angaben über den Ort sind erst aus dem 19. Jahrhundert verfügbar. Den Archivalien sind folgende Daten zur Ortsentwicklung zu entnehmen:
Im Jahr 1542 wurden 20 (Land-)Wirte, 1566 21 Wirte gezählt, 1606 47 Personen in der Steuerliste des Ortes erfasst. 1632 waren noch 32 Steuerpflichtige Bewohner im Ort ansässig. Im Jahr 1871 hatte der Ort Altpöllwitz 540 Einwohner, in Neupöllwitz lebten 1871 118 Einwohner. 1925 lebten im wiedervereinigten Pöllwitz 975 Einwohner. Die höchste Einwohnerzahl wurde 1946 erreicht, durch Flüchtlinge und Heimatvertriebene lebten dort vorübergehend etwa 1300 behördlich registrierte Einwohner im Ort. Im Jahr 1972 wurden 969, 2003 731 Einwohner (mit Pöllwitzmühle) gezählt.
Wesentliche Siedlungsausbauten erfolgten 1922, 1955 und ab den 1990er Jahren.
Am Pöllwitzer Teich wurde nach 1900 ein Freibad errichtet, das durch den bestehenden Bahnanschluss Badegäste aus dem Umland anlockte. Das noch geschlossene Waldgebiet um Pöllwitz war zu DDR-Zeiten militärisches Sperrgebiet und Truppenübungsplatz der NVA.

## Sehenswürdigkeiten
- Wehrkirche des Ortes mit spätgotischem Altarschrein
- Die Ortslage befindet sich in malerischer Lage am West- und Südufer des Pöllwitzer Teiches.
- Die denkmalgeschützte Pöllwitzer Mühle musste nach einem Brand im Jahr 1928 erneuert werden. Die Wohn- und Nebengebäude des Mühlenanwesens wurden überwiegend im Fachwerkstil erbaut.[7]
- Pöllwitzer Wald mit zahlreichen Wanderzielen, einem heimatkundlichen Lehrpfad und Naturdenkmalen

## Sonstiges
- Während des Zweiten Weltkrieges mussten 40 „Ostarbeiter“ bei den Unternehmen Vogel & Co., Albin Fleischer und Heinrich Enke Zwangsarbeit leisten.[8]

## Persönlichkeiten
- Karl Degenkolb (1920–1970), Wirtschaftswissenschaftler und Hochschullehrer an der Universität Rostock